# حشره‌خواران درختی سنجابی
حشره‌خواران درختی سنجابی (نام علمی: Tupaiidae) نام یک تیره از راسته حشره‌خواران درختی است.

## طبقه‌بندی
- راسته: حشره‌خواران درختی
  - تیره Tupaiidae
    - سرده حشره‌خوار درختی مدرس
      - حشره‌خوار درختی مدرس، Anathana ellioti

    - سرده نرم‌دم‌ها
      - حشره‌خوار درختی نرم‌دم بورنئو، Dendrogale melanura
      - حشره‌خوار درختی نرم‌دم شمالی، Dendrogale murina

    - سرده Tupaia
      - حشره‌خوار درختی شمالی، Tupaia belangeri
      - حشره‌خوار درختی شکم‌طلایی، Tupaia chrysogaster
      - حشره‌خوار درختی نواری، Tupaia dorsalis
      - حشره‌خوار درختی معمولی، Tupaia glis
      - حشره‌خوار درختی لاغر، Tupaia gracilis
      - حشره‌خوار درختی هورسفیلد، Tupaia javanica
      - حشره‌خوار درختی پادراز، Tupaia longipes
      - حشره‌خوار درختی کوتوله، Tupaia minor
      - حشره‌خوار درختی کالامیان، Tupaia moellendorffi
      - حشره‌خوار درختی کوهی، Tupaia montana
      - حشره‌خوار درختی نیکوبار، Tupaia nicobarica
      - حشره‌خوار درختی پالاوان، Tupaia palawanensis
      - حشره‌خوار درختی نگارین، Tupaia picta
      - حشره‌خوار درختی گلگون، Tupaia splendidula
      - حشره‌خوار درختی بزرگ، Tupaia tana

    - سرده حشره‌خورا درختی میندانائو
      - حشره‌خورا درختی میندانائو، Urogale evereti